# Lashmer Gordon Whistler
Lashmer Gordon Whistler (3 september 1898 – 4 juli 1963) was een Brits beroepsmilitair die in de Eerste en Tweede Wereldoorlog diende.
Lashmer Whistler werd Bolo genoemd. Hij was de zoon van kolonel A.E. Whistler die in het Britse leger in India diende. Zijn moeder was Florence Annie Gordon Rivett-Carnac, dochter van Charles Forbes Rivett-Carnac. Hij zat op de St Cyprian School. Hij was zo goed in sport dat hij op aanbeveling van zijn school een beurs kreeg om naar Harrow School te gaan. Daarna ging hij naar de Koninklijke Militaire Academie Sandhurst.
In 1917 kwam hij bij het Royal Sussex Regiment, waarmee hij actief was in Frankrijk en België tijdens de Eerste Wereldoorlog. Hij raakte twee keer gewond. Bij de laatste keer werd hij door de Duitsers gevangengenomen. Als krijgsgevangene ontsnapte hij vanuit een rijdende trein. Vlak bij de Nederlandse grens werd hij weer gearresteerd. Tot het einde van de oorlog zat hij gevangen in de Ulrich Gasse in Keulen.
In de Tweede Wereldoorlog diende hij met veldmaarschalk Montgomery in Noord-Afrika en Europa. In vredestijd was hij betrokken bij de dekolonisatie van het Britse Rijk. Hiervoor zat hij enkele jaren in India en daarna in Noord-Afrika. Hij ging in 1957 met pensioen.
In 1946 werd de generaal beschermheer van Oorlogsmuseum Overloon in Overloon.

## Militaire loopbaan
- Second Lieutenant: 12 september 1917[2]
- Lieutenant: 12 maart 1919[2][3]
- Tijdelijk Captain: 1 mei 1929[4]
- Captain: 30 september 1932[2][5]
- Major: 1 augustus 1938[2][6][7]
- Waarnemend Lieutenant-Colonel: 5 februari 1940 - 4 mei 1940[2]
- Tijdelijk Lieutenant-Colonel: 5 mei 1940 - 2 juli 1942[2]
  - 13 augustus 1942 - 3 maart 1943[2]
- Oorlogsduur Lieutenant-Colonel: 4 maart 1943[2]
- Lieutenant-Colonel: 1 januari 1945[2][8]
- Waarnemend Colonel: 4 september 1942 - 3 maart 1943[2]
- Tijdelijk Colonel: 4 maart 1943 - 21 juni 1945[2]
- Oorlogsduur Colonel: 22 juni 1945[2]
- Colonel: 25 februari 1946[2]
  - Anciënniteit: 22 juni 1945[2]
- Waarnemend Brigadier: 4 september 1942 - 3 maart 1943[2]
- Tijdelijk Brigadier: 4 maart 1943 - 21 juni 1945[2]
- Waarnemend Major-General: 22 juni 1944 - 21 juni 1945[2]
- Tijdelijk Major-General: 22 juni 1945[2]
- Major-General: 6 februari 1947[2][9]
  - Anciënniteit: 5 april 1946[2][9]
- Waarnemend Lieutenant-General: 11 november 1946 - 30 december 1946[2]
- Lieutenant-General: 10 mei 1951[2][10]
- General: 6 juli 1955 (uitdiensttreding 4 februari 1957)[2][11]

## Decoraties
- Ridder Grootkruis in de Orde van het Bad op 1 januari 1957[12]
- Ridder Commandeur in de Orde van het Bad op 1 januari 1955[13]
- Lid in de Orde van het Bad op 29 maart 1945[14]
- Ridder Commandeur in de Orde van het Britse Rijk op 1 januari 1952
- Orde van Voorname Dienst op 11 juli 1940[15]
  - Gesp: 22 april 1943[16]
  - Gesp: 13 januari 1944[17]
- Commandeur in de Kroonorde (België)] met Palm op 25 september 1947[2]
- Oorlogskruis (België) in 1940[2]
- Grootofficier in de Huisorde van Oranje (Nederland) op 14 april 1962[2]
- Grootkruis in de Huisorde van Oranje (Nederland) op 8 april 1954[2]
- Hij werd meerdere malen genoemd in de Dagorders. Dat gebeurde op:
  - 29 april 1941[2]
  - 22 maart 1945[18]
  - 9 augustus 1945[19]
  - 4 april 1946[20]